# マルコム・ビルソン
マルコム・ビルソン（Malcolm Bilson、1935年10月24日 - ）は、ロサンゼルス出身の古楽器（鍵盤楽器）奏者、研究者。

## 略歴
アメリカとヨーロッパで学び、ウィーン音楽アカデミー、パリのエコールノルマルよりディプロマを取得、アメリカのイリノイ大学より音楽芸術博士号を得た。
アメリカ、ヨーロッパで独奏者、室内楽演奏者としてロサンゼルス・フィルハーモニック、シカゴ交響楽団等のモダン・オーケストラだけでなく、サンフランシスコ・バロック・オーケストラ、エンシェント室内管弦楽団、イングリッシュ・バロック・ソロイスツなどの古楽器系オーケストラとの共演を果たした。現代の古楽器製作者によるレプリカ･モデルを使用し、18世紀後半の鍵盤楽器曲の演奏やレコーディングを集中的に行っている。

教育者としても高く評価されており、7年間イリノイ大学の教授を務め、1968年からはコーネル大学ピアノ科教授の任にある。ウィーンのフォルテピアノに関する講座をアメリカのウェルズリー大学やバークリー音楽大学で行うなど、古楽器の紹介と普及に尽力している。

## 主なレコーディング活動
- モーツァルトピアノ協奏曲集　1983-1988年　Archiev（DG）　共演・：ガーディナー指揮、イングリッシュ・バロック・ソロイスツ
- モーツァルト　ピアノソナタ全集　Hungaroton
- シューベルト　ピアノソナタ全集　Hungaroton
- ベートーヴェン　ピアノソナタ全集　1996年　Claves

## 参考
1. モーツァルトピアノ協奏曲集　解説書
2. ベートーヴェン　ピアノソナタ集　解説書
3. シューベルト　ピアノソナタ集　解説書
4. Malcolm BIlson　Wikipedia English　version

## リンク
- コーネル大学の紹介ページ